# Hasse Borg
Hasse Kristian Borg (født 4. august 1953 i Örebro, Sverige) er en svensk tidligere fodboldspiller (forsvarer), der spillede 49 kampe og scorede fire mål for Sverige. Han deltog ved VM 1978 i Argentina, og spillede alle svenskernes tre kampe i turneringen, hvor holdet blev slået ud efter det indledende gruppespil.
På klubplan repræsenterede Borg Örebro SK og Malmö FF i hjemlandet, samt tyske Eintracht Braunschweig. Han vandt to svenske mesterskaber og to pokaltitler med Malmö.

## Titler
Allsvenskan
- 1986 og 1988 med Malmö FF

Svenska Cupen
- 1984 og 1986 med Malmö FF